# Annita Tuller
 Annita Tuller (* 30. Dezember 1910 in Brooklyn, New York; † 29. August 1994 in Cupertino, Kalifornien) war eine US-amerikanische Mathematikerin und Hochschullehrerin.

## Leben und Forschung
Tuller war die Tochter russischer Einwanderer und erhielt ihre Grund- und Sekundarschulbildung an den öffentlichen Schulen von Brooklyn. Sie absolvierte 1925 die Erasmus Hall High School im Alter von vierzehn Jahren und begann ihr Studium im selben Jahr am Hunter College. 1929 erhielt sie den Bachelor-Abschluss und studierte dann am  Bryn Mawr College, wo Anna Pell Wheeler  sie als Lehrerin inspirierte. Nach dem Erwerb ihres Master-Abschlusses 1929 war sie für ein Jahr am Hunter College als Mathematiklehrerin tätig. Von 1931 bis 1935 war sie Lehrerin für Mathematik und Physik an der William Cullen Bryant High School in Long Island City, Queens, New York. Von 1935 bis 1936 war sie Stipendiatin am Bryn Mawr College und promovierte 1937 bei Gustav Hedlund mit der Dissertation: The Measure of Transitive Geodesics on Certain Three Dimensional Manifolds. Anschließend war sie Tutorin am Hunter College und reiste im Sommer 1938 nach Europa. 1938 heiratete sie Morris Levine, der für einen Zeitungsverlag in New York arbeitete und mit dem sie 1942 und 1944 eine Tochter bekam. Sie blieb an der Fakultät am Hunter College bis 1939 als Tutorin, danach bis 1949 als Ausbilderin, bis 1961 als Assistenzprofessorin und bis 1968 als außerordentliche Professorin. Sie unterrichtete dann auf dem Bronx-Campus des Hunter College, welches 1968 das unabhängige Herbert H. Lehman College (CUNY) wurde und wo sie als emeritierte Professorin 1971 in den Ruhestand ging. Sie war in der Metropolitan New York Sektion der History of Science Society aktiv, für die sie Mitte der 1950er Jahre Vorsitzende des Hospitality Committee war und ab 1959 etwa ein Jahrzehnt lang Schatzmeisterin. Sie war auch Mitglied der New York Academy of Sciences. Sie hat als Mitglied der Briarwood Community Association und als Freiwillige mathematische Texte für Blinde aufgezeichnet. Sie war unter anderem Mitglied von der UNA-USA (United Nations Association of the United States of America), dem US-Komitee für UNICEF und der American Association of Retired Persons.

## Mitgliedschaften
- American Mathematical Society
- Mathematical Association of America (MAA)
- American Association of University Women (AAUW)
- American Association for the Advancement of Science (AAAS), Fellow 1938
- Phi Beta Kappa
- American Association of University Professors
- Pi Mu Epsilon
- History of Science Society

## Veröffentlichungen (Auswahl)
- 1938: The measure of transitive geodesics on certain three-dimensional manifolds. Duke Math. J. 4:78–94.
- 1964: Trigonometry. In Encyclopedia Americana 27:103–10.
- 1967: A Modern Introduction to Geometries. University Series in Undergraduate Mathematics. Princeton, NJ: D. Van Nostrand Co.